# ماريسيا نيكيتيوك
ماريسيا نيكيتيوك (بالأوكرانية: Марися Юріївна Нікітюк)‏ (26 أكتوبر 1986، كييف)، هي مخرجة أفلام وكاتبة سيناريو وقصص خيالية أوكرانية. كتبت وأخرجت فيلم عندما تسقط الأشجار (When the Trees Fall) سنة 2018، وشاركت في كتابة فيلم (Homeward ) سنة 2019، حيث كانا من بين أفضل الأفلام في تاريخ السينما الأوكرانية، وأخرجت أيضًا فيلم فتاة محظوظة (Lucky Girl) سنة 2021، ونشرت مجموعة من الروايات القصيرة سنة 2016 بعنوان الهاوية (The Abyss)، التي فازت بجائزة أولس إميليانينكو (Oles Ulianenko) الأدبية الدولية.

## الحياة والتعليم
ولدت نيكيتيوك عام 1986، درست في معهد الصحافة بجامعة تاراس شيفتشينكو الوطنية في كييف وتخرجت في عام 2007، ثم حصلت على درجة الماجستير في الدراسات المسرحية من جامعة كييف ناشيونال آي كيه كاربينكو كاري للسينما والتلفزيون.

## العمل
في وقت مبكر من حياتها المهنية عملت نيكيتيوك في مجموعة متنوعة من وسائل الإعلام، كتابة النقد المسرحي وإنشاء موقع تياتر "Teatre" وإخراج الأفلام القصيرة، ونشرت مجموعة قصصية قصيرة بعنوان الهاوية "The Abyss" سنة 2016، حصلت من خلالها علي جائزة أوليانينكو "Oles Ulianenko" الدولية للأدب.
الأفلام الروائية
في مايو 2016 فازت نيكيتيوك بجائزة كرزيستوف كيسلوفسكي لأفضل سيناريو من أوروبا الوسطى والشرقية في مهرجان كان السينمائي عن السيناريو الذي أصبح أول فيلم طويل لها، عندما تسقط الأشجار، ورافقت الجائزة منحة إنتاج بقيمة 10000 يورو. تم تصوير الفيلم في أوكرانيا وبولندا،  وعُرض لأول مرة في الدورة الثامنة والستين لمهرجان برلين السينمائي الدولي في عام 2018، حيث حصد سبع جوائز. تدور أحداث الفيلم في مدينة لوزوفا الأوكرانية الصغيرة عن فتاة تبلغ من العمر خمس سنوات، تدعى فيتكا وابنة عمها الأكبرمنها لاريسا التي تقع في حب مجرم.
أشادت هوليوود ريبورترعلى نيكيتيوك بأنها "تنفجر بالجرأة والذوق والوعد النشط"، وأيضا مجلة السينما البولندية كينو  أشادت بحساسية وشجاعة وخيالها.
ذُكر الفيلم بشكل متكرر كواحد من أفضل الأفلام الأوكرانية الحديثة، وأُدرج رابع أفضل فيلم أوكراني لعام 2010 بواسطة  موقع موفي ويب، وأدرجته مجلة فوغ أوكرانيا ضمن "سبعة أفلام تجعلك تقع في حب السينما الأوكرانية الحديثة"، وصفته فيكتوريا تيهيبك، رئيسة مهرجان أوديسا السينمائي الدولي ورئيسة مجلس إدارة أكاديمية السينما الأوكرانية، بأنه أحد الأفلام الثلاثين "الأكثر شهرة" منذ استقلال أوكرانيا.
شاركت نيكيتيوك في كتابة فيلم في اتجاه العودة للمخرجة ناريمان علييف، والذي تم عرضه في مهرجان كان السينمائي لعام 2019. وفازبالجائزة الكبرى في مهرجان أوديسا السينمائي الدولي.
أخرجت نيكيتيوك فيلم فتاة محظوظة، تدور قصته حول نجم تلفزيوني مصاب بالسرطان، استندت القصة إلى معركة حقيقية لمقدمة البرامج ال لفزيو ية يانينا أوكرانيفا مع مرض السرطان، الفيلم من إنتاج جوليا سينكفيتش، وعُرض في القسم الأوكراني في مهرجان كان في عام 2022.
مشاريع
في عام 2021  كتبت نيكيتيوك سيناريو مقتبس من من رواية لوليتا للكاتب فلاديمير نابوكوف، ليتم سردها من منظور فتاة مراهقة أوكرانية، في مهرجان سراييفو السينمائي لعام 2022، فاز نيكيتيوك بتمويل لمشروع يسمى أزهار الكرز، حول اللاجئين الأوكرانيين، وهو مستوحى من الأشخاص الذين قابلتهم وهم يحتمون في قرية في بداية الغزو الروسي لأوكرانيا عام 2022.
1. 1 2 3  "Marysia NIKITIUK: "I want to say something about humanity with every story I tell". The Day. مؤرشف من الأصل في 2022-09-26. اطلع عليه بتاريخ 2022-09-22.
2. ↑  "Марися Нікітюк: Сьогоднішній герой – поганець із добрим серцем і неймовірним почуттям провини". مؤرشف من الأصل في 2023-01-08.
3. ↑  "Магічний реалізм з елементами трешу. Фрагмент зі збірки Марисі Нікітюк Безодня". مؤرشف من الأصل في 2023-03-23.
4. ↑  "Марися Нікітюк отримала літературну премію імені Олеся Ульяненка за роман «Безодня»". مؤرشف من الأصل في 2023-03-31.
5. 1 2  "Marysia Nikitiuk received a French award". مؤرشف من الأصل في 2022-09-29. اطلع عليه بتاريخ 2022-09-08.
6. ↑  "Marysia Nikitiuk: Today's Character is a Bad Man with a Kind Heart and an Incredible Sense of Guilt". مؤرشف من الأصل في 2023-01-08. اطلع عليه بتاريخ 2022-09-08.
7. ↑  "Її протест - реакція людини, яка не хоче померти в цьому болоті кінокритик про фільм "Коли падають дерева". مؤرشف من الأصل في 2022-09-26. اطلع عليه بتاريخ 2022-09-11.
8. ↑  "На Берлінале показали фільм української режисерки". مؤرشف من الأصل في 2022-09-26. اطلع عليه بتاريخ 2022-09-11.
9. ↑  "ArteKino 2021: La sorprendente personalidad de Marysia Nikitiuk en la ucraniana 'When the Trees Fall'". مؤرشف من الأصل في 2022-09-29. اطلع عليه بتاريخ 2022-09-08.
10. 1 2  ""Марися Нікітюк пише сценарій фільму за мотивами «Лоліти» Набокова"". مؤرشف من الأصل في 2023-05-05. اطلع عليه بتاريخ 2022-09-09.
11. 1 2  ""Sarajevo Film Festival provides platform for Ukrainian filmmakers"". مؤرشف من الأصل في 2023-05-05. اطلع عليه بتاريخ 2022-09-02.
12. ↑  ""Hidden gems of the Mill Valley Film Festival"". مؤرشف من الأصل في 2023-05-05. اطلع عليه بتاريخ 2022-09-08.
13. ↑  Sajewicz, Anna (2018). TAM, GDZIE NAS NIE MA. ص. 57–59.
14. ↑  ""10 найкращих нових стрічок вітчизняного кінематографа"". مؤرشف من الأصل في 2023-05-05. اطلع عليه بتاريخ 2022-09-11.
15. ↑  ["Sarajevo's CineLink reveals 2022 industry winners" ""Sarajevo's CineLink reveals 2022 industry winners""]. اطلع عليه بتاريخ 2022-08-26. {{استشهاد ويب}}: تحقق من قيمة |مسار= (مساعدة)
16. ↑  ""7 фільмів, щоб закохатися в сучасне українське кіно"". مؤرشف من الأصل في 2023-05-05. اطلع عليه بتاريخ 2022-09-08.
17. ↑  ""30 знакових фільмів незалежної України: вибір Вікторії Тігіпко"". مؤرشف من الأصل في 2023-05-05. اطلع عليه بتاريخ 2022-09-08.
18. ↑  ""Film Review: 'Homeward". مؤرشف من الأصل في 2023-05-05. اطلع عليه بتاريخ 2022-09-11.
19. ↑  ""2022 Cannes Film Festival Predictions - Critics' Week"". مؤرشف من الأصل في 2023-05-05. اطلع عليه بتاريخ 2022-08-26.

## روابط خارجية
- ماريسيا نيكيتيوك على موقع IMDb (الإنجليزية)
- ماريسيا نيكيتيوك على موقع قاعدة بيانات الفيلم (الإنجليزية)
- ماريسيا نيكيتيوك على موقع كينوبويسك (الروسية)